# Natação no Campeonato Mundial de Esportes Aquáticos de 2009 - 200 m borboleta masculino
A prova dos 200 metros borboleta masculino da natação no Campeonato Mundial de Esportes Aquáticos de 2009 ocorreu nos dias 28 e 29 de julho no Stadio del Nuoto em Roma.

## Recordes
Antes desta competição, os recordes mundiais e do campeonato nesta prova eram os seguintes:
| Tipo                  | Atleta         | Tempo   | Local     | Data                 | Ref |
| --------------------- | -------------- | ------- | --------- | -------------------- | --- |
|                       | Michael Phelps | 1:52,03 | Pequim    | 13 de agosto de 2008 | ver |
| Recorde do campeonato | Michael Phelps | 1:52,09 | Melbourne | 28 de março de 2007  | ver |

## Medalhistas
| Ouro                 | Prata                    | Bronze                |
| Michael Phelps (USA) | Pawel Korzeniowski (POL) | Takeshi Matsuda (JPN) |

## Resultados

### Eliminatórias
Estes são os resultados das eliminatórias:
| Pos. | Atleta                      | Tempo   | Bateria | Raia | Notas |
| ---- | --------------------------- | ------- | ------- | ---- | ----- |
| 1    | POL Pawel Korzeniowski      | 1:54.33 | 6       | 6    |       |
| 2    | USA Michael Phelps          | 1:54.35 | 8       | 4    |       |
| 3    | USA Scott Tyler Clary       | 1:54.42 | 6       | 4    |       |
| 4    | RSA Sebastien Rousseau      | 1:54.51 | 6       | 3    |       |
| 5    | BRA Kaio Almeida            | 1:54.57 | 8       | 5    |       |
| 6    | RUS Nikolay Skvortsov       | 1:55.07 | 6       | 5    |       |
| 7    | AUT Dinko Jukic             | 1:55.45 | 7       | 6    |       |
| 8    | CHN Yin Chen                | 1:55.49 | 8       | 1    |       |
| 9    | GBR Michael Rock            | 1:55.76 | 8       | 6    |       |
| 10   | CHN Peng Wu                 | 1:55.96 | 8       | 3    |       |
| 11   | NZL Moss Burmester          | 1:56.03 | 7       | 5    |       |
| 12   | JPN Takeshi Matsuda         | 1:56.10 | 7       | 4    |       |
| 13   | BRA Lucas Salatta           | 1:56.16 | 8       | 7    |       |
| 14   | POR Pedro Oliveira          | 1:56.17 | 6       | 1    |       |
| 15   | NED Joeri Verlinden         | 1:56.59 | 8       | 8    |       |
| 16   | JPN Ryusuke Sakata          | 1:56.75 | 7       | 3    |       |
| 17   | RSA Chad Le Clos            | 1:56.90 | 7       | 8    |       |
| 18   | SWE Simon Sjodin            | 1:57.01 | 8       | 0    |       |
| 19   | ISR Gal Nevo                | 1:57.02 | 4       | 5    |       |
| 20   | COL Omar A. Pinzon Garcia   | 1:57.13 | 6       | 9    |       |
| 21   | ITA Francesco Vespe         | 1:57.16 | 8       | 2    |       |
| 22   | AUS Lachlan Staples         | 1:57.21 | 7       | 1    |       |
| 23   | CAN Stefan Hirniak          | 1:57.43 | 5       | 9    |       |
| 23   | POR Diogo Carvalho          | 1:57.43 | 7       | 7    |       |
| 25   | GBR Joseph Roebuck          | 1:57.44 | 6       | 8    |       |
| 26   | POL Marcin Babuchowski      | 1:57.53 | 5       | 6    |       |
| 27   | AUS Christopher Wright      | 1:57.54 | 6       | 7    |       |
| 28   | TPE ChiChieh Hsu            | 1:57.61 | 7       | 2    |       |
| 29   | ROU Alexandru Felix Maestru | 1:57.97 | 5       | 7    |       |
| 30   | UKR Illya Chuyev            | 1:58.40 | 7       | 0    |       |

| Ver o restante da classificação | Ver o restante da classificação | Ver o restante da classificação | Ver o restante da classificação | Ver o restante da classificação | Ver o restante da classificação | Ver o restante da classificação |
| Pos.                            | Atleta                          | Tempo                           | Bateria                         | Raia                            | Notas                           |                                 |
| ------------------------------- | ------------------------------- | ------------------------------- | ------------------------------- | ------------------------------- | ------------------------------- | ------------------------------- |
| 31                              | CZE Jan Sefl                    | 1:58.46                         | 7                               | 9                               |                                 |                                 |
| 32                              | KOR Jeongnam Yu                 | 1:58.56                         | 5                               | 4                               |                                 |                                 |
| 33                              | MEX Pablo Marmolejo             | 1:58.59                         | 5                               | 8                               |                                 |                                 |
| 34                              | UKR Denys Dubrov                | 1:58.96                         | 5                               | 1                               |                                 |                                 |
| 35                              | MAS Daniel William Henry Bego   | 1:58.99                         | 4                               | 6                               |                                 |                                 |
| 36                              | BEL Mathieu Fonteyn             | 1:59.40                         | 6                               | 2                               |                                 |                                 |
| 37                              | HUN Norbert Kovacs              | 1:59.64                         | 4                               | 3                               |                                 |                                 |
| 38                              | MEX Israel Duran                | 1:59.86                         | 4                               | 4                               |                                 |                                 |
| 39                              | PUR Douglas Clark Lennox Ii     | 2:01.01                         | 4                               | 7                               |                                 |                                 |
| 40                              | ARG Andres Jose Gonzalez        | 2:01.30                         | 8                               | 9                               |                                 |                                 |
| 41                              | CAN Anders Mcintyre             | 2:01.56                         | 5                               | 2                               |                                 |                                 |
| 42                              | PER Emmanuel Crescimbeni        | 2:01.57                         | 4                               | 1                               |                                 |                                 |
| 43                              | ISR Alon Mandel                 | 2:01.79                         | 5                               | 5                               |                                 |                                 |
| 44                              | AUT Bernhard Wolf               | 2:01.90                         | 5                               | 3                               |                                 |                                 |
| 45                              | IND Rehan Poncha                | 2:02.27                         | 4                               | 8                               |                                 |                                 |
| 46                              | SVK Norbert Trudman             | 2:02.83                         | 4                               | 9                               |                                 |                                 |
| 47                              | GRE Stefanos Dimitriadis        | 2:02.84                         | 5                               | 0                               |                                 |                                 |
| 48                              | UZB Sergey Pankov               | 2:03.33                         | 3                               | 3                               |                                 |                                 |
| 49                              | VIE Nguyen Vo Thai              | 2:03.55                         | 3                               | 8                               |                                 |                                 |
| 50                              | ANG Pedro Pinotes               | 2:03.68                         | 3                               | 9                               |                                 |                                 |
| 51                              | BLR Pavel Sankovich             | 2:03.76                         | 3                               | 4                               |                                 |                                 |
| 52                              | URU Joel Romeu Lemarchand       | 2:03.80                         | 3                               | 6                               |                                 |                                 |
| 53                              | SIN Kai Wee Rainer Ng           | 2:03.83                         | 3                               | 0                               |                                 |                                 |
| 54                              | KAZ Dmitriy Gordiyenko          | 2:04.05                         | 3                               | 5                               |                                 |                                 |
| 55                              | PAN Diego Castillo              | 2:04.71                         | 3                               | 2                               |                                 |                                 |
| 56                              | ALB Endi Babi                   | 2:05.65                         | 3                               | 7                               |                                 |                                 |
| 57                              | HON J. Hernandez Maradiaga      | 2:05.99                         | 4                               | 0                               |                                 |                                 |
| 58                              | HON Roy F. Barahona Fuentes     | 2:06.92                         | 3                               | 1                               |                                 |                                 |
| 59                              | LAT Andrejs Duda                | 2:06.94                         | 2                               | 3                               |                                 |                                 |
| 60                              | MKD Bojan Jovanov               | 2:07.34                         | 1                               | 2                               |                                 |                                 |
| 61                              | PHI Robert Walsh                | 2:08.17                         | 2                               | 6                               |                                 |                                 |
| 62                              | SIN Ri Jin Nicholas Sim         | 2:09.54                         | 2                               | 5                               |                                 |                                 |
| 63                              | UZB Sobitjon Amilov             | 2:09.98                         | 2                               | 4                               |                                 |                                 |
| 64                              | ISV Ryan Nelthropp              | 2:11.56                         | 2                               | 1                               |                                 |                                 |
| 65                              | EST Kaspar Raigla               | 2:13.37                         | 2                               | 8                               |                                 |                                 |
| 66                              | KGZ Aleksei Klimenko            | 2:13.40                         | 2                               | 7                               |                                 |                                 |
| 67                              | BOL Alejandro Madde Madde       | 2:14.11                         | 2                               | 0                               |                                 |                                 |
| 68                              | UAE Ali Al Kaabi                | 2:15.52                         | 2                               | 9                               |                                 |                                 |
| 69                              | PAR Favio Persano               | 2:16.08                         | 2                               | 2                               |                                 |                                 |
| 70                              | MRI Jean Marie Emmanuel Froget  | 2:16.82                         | 1                               | 4                               |                                 |                                 |
| 71                              | ASA Benjamin Gabbard            | 2:18.37                         | 1                               | 3                               |                                 |                                 |
| 72                              | JOR Kareem Ennab                | 2:19.51                         | 1                               | 5                               |                                 |                                 |
| 73                              | FIJ Paul Elaisa                 | 2:22.25                         | 1                               | 6                               |                                 |                                 |

### Semifinal
Estes são os resultados das semifinais:
| Pos. | Atleta                 | Bateria | Raia | Tempo   | Notas |
| ---- | ---------------------- | ------- | ---- | ------- | ----- |
| 1    | JPN Takeshi Matsuda    | 1       | 7    | 1:53.35 |       |
| 2    | USA Michael Phelps     | 1       | 4    | 1:53.48 |       |
| 3    | POL Pawel Korzeniowski | 2       | 4    | 1:53.75 |       |
| 4    | AUT Dinko Jukic        | 2       | 6    | 1:54.42 |       |
| 5    | BRA Kaio Almeida       | 2       | 3    | 1:54.50 |       |
| 6    | GBR Michael Rock       | 2       | 2    | 1:54.58 |       |
| 7    | RSA Sebastien Rousseau | 1       | 5    | 1:54.71 |       |
| 8    | USA Scott Tyler Clary  | 2       | 5    | 1:54.75 |       |
| 9    | CHN Yin Chen           | 1       | 6    | 1:54.85 |       |
| 10   | RUS Nikolay Skvortsov  | 1       | 3    | 1:55.10 |       |
| 11   | NZL Moss Burmester     | 2       | 7    | 1:55.35 |       |
| 12   | CHN Peng Wu            | 1       | 2    | 1:55.73 |       |
| 13   | JPN Ryusuke Sakata     | 1       | 8    | 1:55.91 |       |
| 14   | POR Pedro Oliveira     | 1       | 1    | 1:56.25 |       |
| 15   | NED Joeri Verlinden    | 2       | 8    | 1:56.74 |       |
| 16   | BRA Lucas Salatta      | 2       | 1    | 1:57.17 |       |

### Final
Estes são os resultados da final:
| Pos.              | Atleta                 | Raia | Tempo   | Notas           |
| ----------------- | ---------------------- | ---- | ------- | --------------- |
| Medalha de ouro   | USA Michael Phelps     | 5    | 1:51.51 | Recorde mundial |
| Medalha de prata  | POL Pawel Korzeniowski | 3    | 1:53.23 |                 |
| Medalha de bronze | JPN Takeshi Matsuda    | 4    | 1:53.32 |                 |
| 4                 | BRA Kaio Almeida       | 2    | 1:54.27 |                 |
| 5                 | USA Scott Tyler Clary  | 8    | 1:54.45 |                 |
| 6                 | AUT Dinko Jukic        | 6    | 1:55.08 |                 |
| 7                 | RSA Sebastien Rousseau | 1    | 1:55.43 |                 |
| 7                 | GBR Michael Rock       | 7    | 1:55.43 |                 |

## Novos recordes
| Tipo                  | Atleta         | Tempo   | Local | Data                | Ref |
| --------------------- | -------------- | ------- | ----- | ------------------- | --- |
|                       | Michael Phelps | 1:51.51 | Roma  | 29 de julho de 2009 | ver |
| Recorde do campeonato | Michael Phelps | 1:51.51 | Roma  | 29 de julho de 2009 | ver |

Legenda
| Recorde mundial       | Recorde mundial (World record)               |                       | Recorde africano                      | Recorde africano (African) |                                           | Q | Classificado por posição (Qualified) |
| Recorde do campeonato | Recorde do campeonato (Championship record)  | Recorde da América    | Recorde da América (Americas)         | q                          | Classificado por melhor tempo (Qualified) |   |                                      |
| Melhor marca do ano   | Melhor marca do ano (World leading)          | Recorde asiático      | Recorde asiático (Asian)              | DNS                        | Não largou (Did not start)                |   |                                      |
| Recorde nacional      | Recorde nacional (National record)           | Recorde europeu       | Recorde europeu (European)            | DNF                        | Não terminou (Did not finish)             |   |                                      |
| Recorde pessoal       | Recorde pessoal do atleta (Personal best)    | Recorde da Oceania    | Recorde da Oceania (Oceania)          | DSQ / DQ                   | Desclassificado (Disqualified)            |   |                                      |
| Recorde da temporada  | Recorde da temporada do atleta (Season best) | Recorde sul-americano | Recorde sul-americano (South America) | NM                         | Sem marca (No mark)                       |   |                                      |